# Кинкейд, Блэр
Блэр Кинкейд (англ. Blair Kincaid) — британский киноактёр.

## Биография
Блэр Кинкейд родился в Дамфрисе на юго-западе Шотландии. Он учился в университете королевы Маргарет в Масселборо, который закончил в 2015 году. В 2018 году Кинкейд снялся в фильме «Дикая роза» (в титрах не указан) и в короткометражке Rough. В 2019 году Кинкейд сыграл роль Краха ан Крайта в первом сезоне сериала «Ведьмак» от американской компании Netflix.
Фильмография
| Год  |   | Название              | Роль                     |      |
| ---- | - | --------------------- | ------------------------ | ---- |
| 2015 | с | Расследование Мердока | Колутер                  |      |
| 2018 | ф | Дикая роза            | Имя персонажа не указано |      |
| 2018 | ф |                       | Rough                    | Джон |
| 2019 | с | Ведьмак               | Крах ан Крайт            |      |
| 2020 | с | The Harrowing         | Пол Рутерфорд            |      |